# 白い牙 ホワイトファング物語
『白い牙 ホワイトファング物語』（しろいきば ホワイトファングものがたり）は、1982年5月5日に日本のTBS（関東ローカル）にて放送されたテレビ・アニメーション映画。アメリカ合衆国の小説家・ジャック・ロンドンの動物文学『白牙』（White Fang）をテレビスペシャル番組としてアニメ化した作品。

## ストーリー
アラスカの荒野で生まれた、犬の血が混じった子狼。インディアンの子供・ミトサァに拾われホワイトファングと名付けられた彼は、やがて立派なそり犬として成長を遂げていく。だが闘犬師に目をつけられ、連れ去られてしまうのだった。その後、ケガが元で父をも失ったミトサァは、一人ホワイトファングの姿を求めて荒野を彷徨うが......。

## キャスト
- ミトサァ：田中真弓
- グレー・ビーヴァ：本郷淳
- ウィードン・スコット：納谷悟朗
- ビューティ・スミス：小松方正
- スリー・イーグル：梶哲也
- ティム・キーナン：阪脩
- 老人：槐柳二
- トム：沢りつお
- 保安官：沖恂一郎
- クーチ：丸山裕子
- 少年A：永井寛孝
- 少年B：安西正弘
- 少年C：上山則子
- メアリー・スコット：佐藤雅子
- アリス・スコット：小宮和枝
- スコット判事：熊倉一雄
- ナレーター：檀ふみ

## スタッフ
- 原作：ジャック・ロンドン『白牙』（White Fang）
- プロデューサー：渋江靖夫、忠隈昌（TBS）
- 脚本：萩原市郎
- キャラクターデザイン：安彦良和
- 美術：宮本清司
- 舞台設定：中村光毅
- 作画監督：二宮常雄
- 原画 : 塩山紀生、小川隆雄、山崎和男、青鉢芳信、清山滋崇、福田皖
- 音響監督：田代敦
- 音楽：小室等
- 演出：横山武幸
- 監督・絵コンテ：吉川惣司
- 編集：片石文栄、鶴渕友彰
- 製作：日本サンライズ、TBS

## 主題歌
｢白い牙 ホワイトファング物語｣
歌・作曲・編曲：小室等（フォーライフ・レコード） / 作詞：谷川俊太郎

## 放送局
| 放送局          | 放送期間     | 放送時間      |
| --------------- | ------------ | ------------- |
| 東京放送（TBS） | 1982年5月5日 | 15:30 - 16:55 |